# 아로랑기

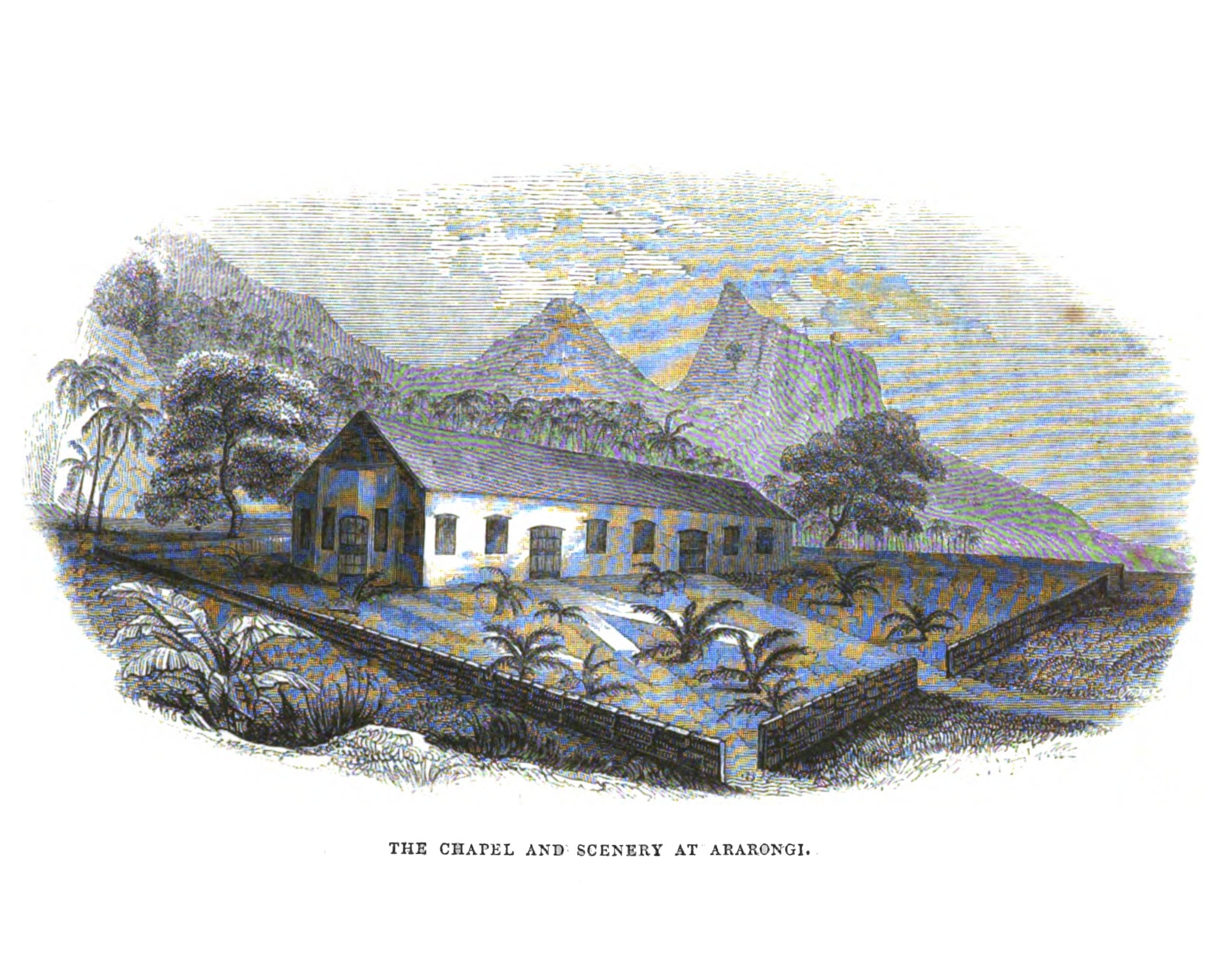

아로랑기 (Arorangi)는 쿡 제도의 다섯 행정 구역 중 하나이며 라로통가섬의 서쪽에, 티티카베카의 북서쪽에, 아바루아의 남서쪽에 위치하고 있다.